# 매튜 글레이브
매슈 글레이브(Matthew Glave, 1963년 8월 19일 ~ )는 미국의 배우이다.
미시간주 새기노에서 태어났다.

## 출연 작품
- 아이 빌리브 인 산타 (2022년) - 그랜트 역
- 인터내셔널 폴스 (2019년) - 게리 역
- 더 씨닝: 뉴 월드 오더 (2018년)
- 더 씨닝 (2016년)
- 지미 베스트부드: 아메리칸 히어로 (2016년)
- The Dog Lover (2016)
- 액시덴틀리 (2009년)
- 비전니어스 (2008년)
- 로스트 인 플레인뷰 (2007년) - JW 역
- 디거스 (2006년)
- 코르키 로마노 (2002년) - 브릭 데이비스 역
- 리커쉐이 리버 (2001년)
- 록 스타 (2001년) - 조 콜 역
- 스캔들 (1998, Legalese)
- 웨딩 싱어 (1998년) - 글렌 역
- 펄프 픽션 또 다른 이야기 (1997년)
- 홀리데이 온 더 문 (1994년) - 리차드 역
- 체이서 (1994년)
- 베이비 데이 아웃 (1994년) - 베닝튼 코트웰 역

### 텔레비전
- 닥터 슬론 (1994)
- 피켓 펜스 (1995-96)
- ER (1996-2002)
- 트루 우먼 (1997, True Women)
- 천사의 손길 (1999, 2002)
- 아미 와이브즈 (2008-09)
- 닙턱 (2009)